# Shemokmedi
Shemokmedi (en georgiano: შემოქმედი) es un pueblo de Georgia ubicado en el oeste de la región de Guria, siendo parte del municipio de Ozurgueti. El pueblo es el centro de la eparquía de Shemokmedi, que cubre toda Guria.

## Geografía
Shemokmedi se encuentra ubicado a orillas del río Bzhuzhi, 7 km al este de Ozurgueti.

## Historia
Los trabajos de reconocimiento arqueológico realizados en Shemokmedi entre 1991 y 1994 arrojaron fragmentos de cerámica característicos de la cultura kurá-araxes, lo que sugiere que la zona ya había estado habitada en la Alta Edad del Bronce.
La historia registrada de Shemokmedi está indisolublemente ligada al complejo del monasterio que se encuentra en una pequeña colina que domina el pueblo. El monasterio fue fundado por la familia Gurieli, gobernantes del principado de Guria, en el siglo XV como sede de un obispo ortodoxo georgiano. 
Además, Shemokmedi era un refugio para los tesoros de la iglesia y, a finales del siglo XIX, había acumulado una extensa colección de diversos objetos de otros monasterios georgianos. En aquella época, el lugar estaba fortificado y albergaba un castillo propiedad de los Gurieli.
Durante el levantamiento de 1819-1820 en Imericia y Guria contra el dominio imperial ruso, la fortaleza de Shemokmedi, entonces en posesión del príncipe Kaijosro IV Gurieli, fue el principal bastión rebelde en Guria. Allí fue donde, en abril de 1820, los gurianos dieron muerte al gobernador interino ruso capturado de Imericia, el coronel Puzirevski, y frustraron un intento de la fuerza punitiva rusa de atacar el castillo. El 24 de julio de 1820, el general ruso Alekséi Veliamínov asaltó y capturó Shemokmedi. El castillo, apodado por los funcionarios rusos "una morada de bandolerismo", fue arrasado en un acto de venganza: se incendiaron todas las casas y se destruyeron tierras de cultivo y viñedos para castigar a los lugareños con "extrema pobreza".
En las décadas de 1930 y 1940, se construyó en el pueblo una pequeña central hidroeléctrica Chakujes con una capacidad de 42 kW/h en un brazo del río Nabzhuara.

## Demografía
La evolución demográfica de Shemokmedi entre 1908 y 2014 fue la siguiente:
| 702                                             | 1608 | 1322 |
| (Fuente: Population of Georgia in Soviet times) |      |      |

Según el censo de 2014, los georgianos constituían el 99,5% de la población y los rusos, el 0,4%.

## Infraestructura

### Arquitectura, monumentos y lugares de interés
El pueblo alberga el monasterio de Shemokmedi, construido en el siglo XV que hizo las veces de sede de un obispado y cementerio de la dinastía principesca de Gurieli. Además, también hay algunas ruinas de la fortaleza de Shemokmedi.

### Educación
Hay una escuela pública y una biblioteca en el pueblo.

### Transporte
El pueblo está conectado con Ozurgueti por una carretera. 

## Personas ilustres
- Vladímir Nemiróvich-Dánchenko (1858-1943): pedagodo, actor y director teatral ruso que fundó en 1898 el Teatro de Arte de Moscú con Konstantín Stanislavski.
- Filipp Majaradze (1868-1941): revolucionario bolchevique georgiano y político soviético.

## Galería

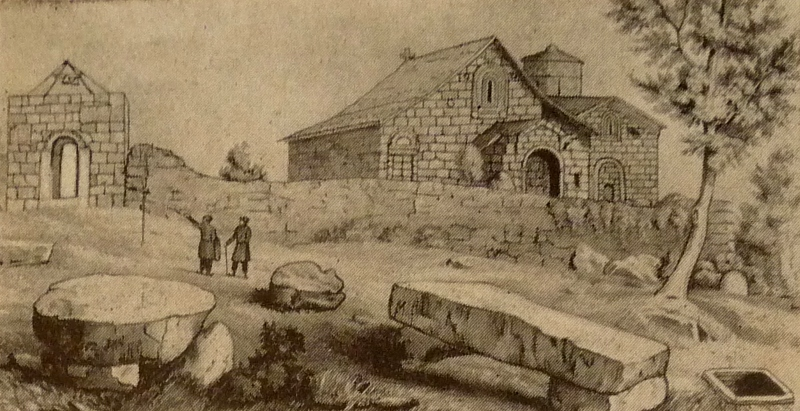
Grabado del monasterio de Shemokmedi por Fridrich Dubois de Montpereux (1830s)
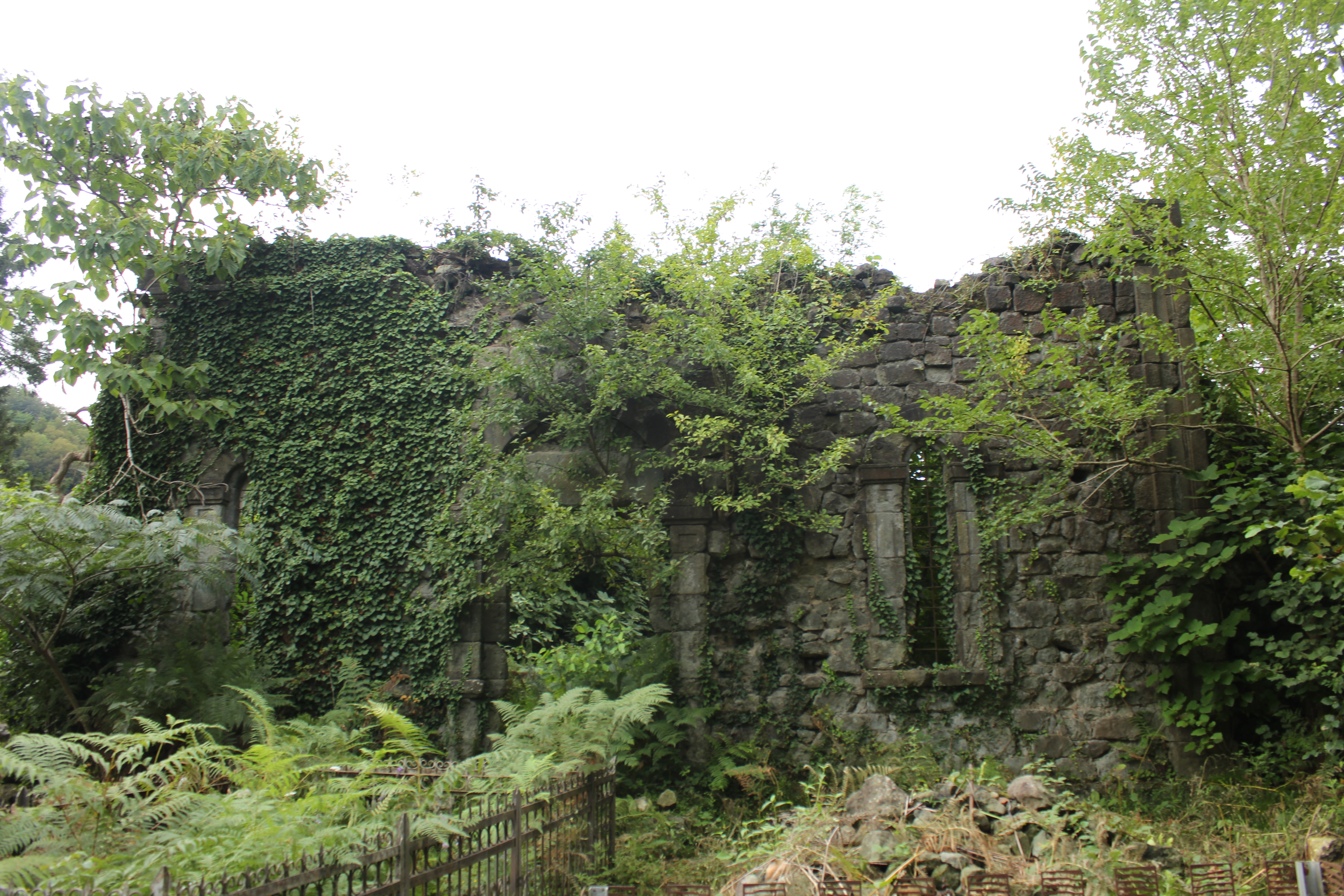
Ruinas de la iglesia de San Jorge
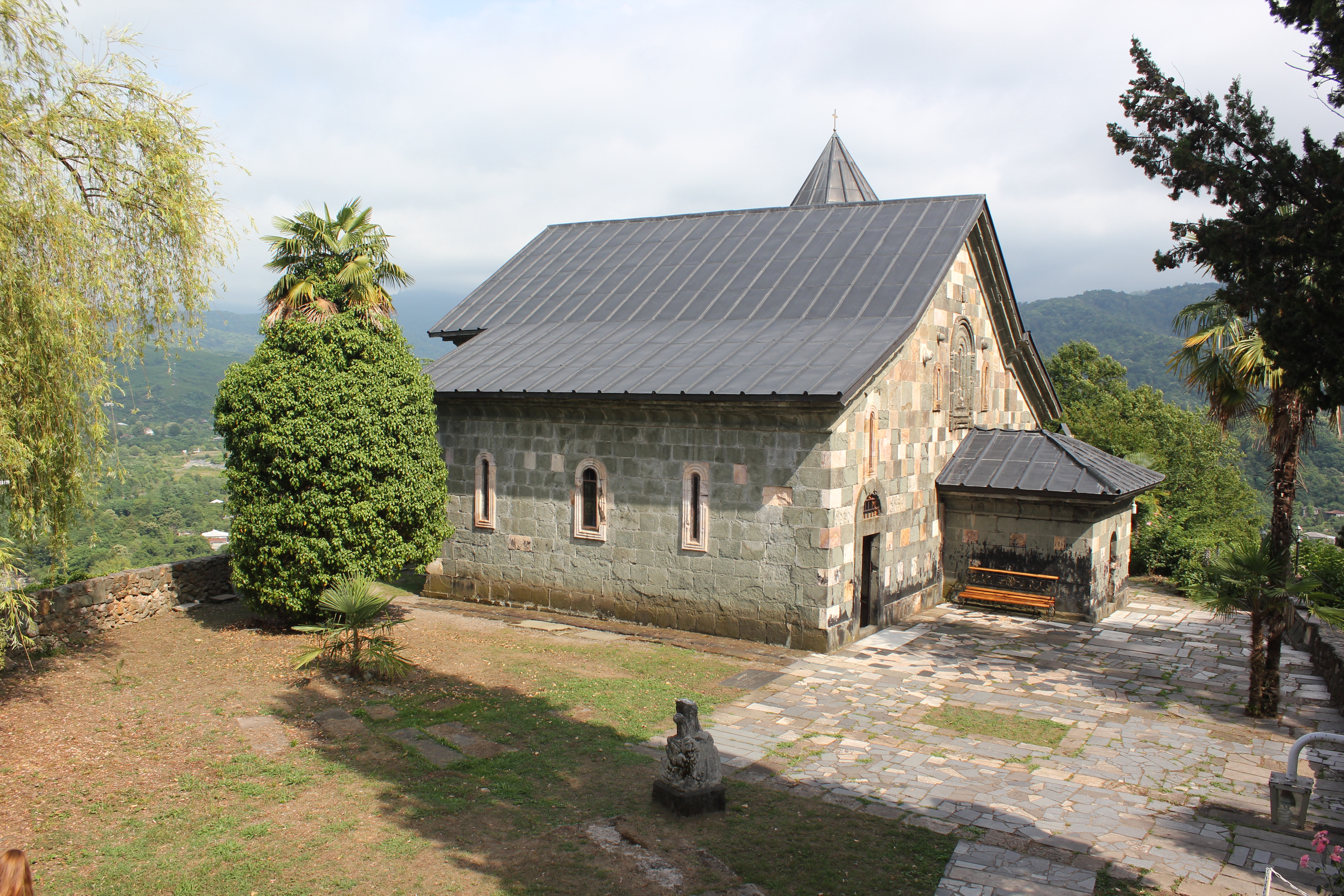
Monasterio de Shemokmedi